# Irike-Pije-qo
Irike-Pije-qo (Iri-Pije-qo) núbiai uralkodó volt az i. e. 3. század elején. Szabrakamani egyetlen feliratáról ismert, melyen a kontextus nem világos, mert a felirat sérült, de Irike-Pije-qo Szabrakamani elődje lehetett. Nevének jelentése talán „egy király nemzette”; az irike meroéi nyelven „valaki által”, a Pije pedig ókusita nyelven királyt jelent. A korabeli nevekben gyakran előforduló qo jelentése egyelőre ismeretlen.
Az eddig nem azonosított tulajdonú Dzsebel Barkal-i piramisok közül többről is feltételezték, hogy az ő sírja, de egyelőre egyikről sem sikerült bizonyítani.

## Fordítás
- Ez a szócikk részben vagy egészben  az   Irike-Piye-qo című német Wikipédia-szócikk ezen változatának fordításán alapul.  Az eredeti cikk szerkesztőit annak laptörténete sorolja fel. Ez a jelzés csupán a megfogalmazás eredetét és a szerzői jogokat jelzi, nem szolgál a cikkben szereplő információk forrásmegjelöléseként.